# 重製
重製是將過去製作的作品在相同的媒介上重新製作或翻新。透過对曾经发行过的产品重新制作，以满足现代对该产品的需求。

## 影视
在中文圈，影视作品的“重制”通常被称为“翻拍”或者“重拍”；但在英语中，这二者使用同一词语“remake”以指代。“翻拍”是指制片方对经典的电影、电视剧之故事进行改编，以最新的拍摄技术与符合不同观众群体兴趣的演员阵容重新拍摄一部不同的影视作品。例如，2005年播出的中国大陆电视剧《亮剑》在2011年被翻拍为电视剧《新亮剑》；2006年上映的美国电影《无间行者》是2002年香港電影《無間道》的翻拍版。